# Тонкошуровка
Тонкошуровка (каз. Тонкошуровка) — село в Есильском районе Северо-Казахстанской области Казахстана. Входит в состав Заградовского сельского округа. Код КАТО — 594243600.

## Население
В 1999 году население села составляло 606 человек (312 мужчин и 294 женщины). По данным переписи 2009 года, в селе проживало 259 человек (124 мужчины и 135 женщин).

## История
Село основано в 1909 году немецкими переселенцами из колонии Мариенталь (Тонкошуровка) Саратовской губернии.

## Уроженцы
- Денинг, Николай Яковлевич